# 1918年春季攻勢
1918年の春季攻勢（しゅんきこうせい、ドイツ語: Frühjahrsoffensive, フランス語: Offensive du Printemps）は、第一次世界大戦末期の1918年に行われた、西部戦線におけるドイツ帝国の最後の大攻勢である。皇帝の戦い（ドイツ語: Kaiserschlacht カイザーシュラハト）とも呼ばれる。

## 戦いの背景
長引く戦争で人的にも経済的にも疲弊しきったドイツは、もはやこれ以上長期化する戦争には勝利することはできないこと、迫りくるアメリカ軍はますます多くなるのが確実なことを悟っていた。その状況の中で戦争に勝利するためには新しい歩兵戦術の活用と迅速な攻勢により、決定的な勝利を得る必要があると判断した。独軍参謀次長エーリヒ・ルーデンドルフはアメリカ軍の存在が致命的となる前、1918年春に攻勢をかけて英仏軍に壊滅的な打撃を与え、休戦に追い込もうと考えた。
そこでまず、ブレスト＝リトフスク条約によってソビエト政権と単独講和し、東部戦線を終結させ、東部戦線のドイツ軍を西部戦線に転進させて西部戦線における英仏軍との数的優位を作った。
また、イタリア戦線では、同盟国のオーストリア＝ハンガリーを助け、カポレットの戦いでイタリア軍に圧勝し、墺軍の崩壊を押しとどめ、西部戦線への攻勢に専念できる態勢を構築した。
次に膠着しきった塹壕戦で敵の塹壕を突破するためにルーデンドルフは、浸透戦術の徹底、航空機の活用、詳細な砲撃計画、毒ガスの大規模な使用によって英仏両軍の中間に攻勢をかけ、イギリス軍を北に圧迫してドーバー海峡へと追いやることを目標とする戦略をたてた。
こうして、ドイツ軍が着々と攻勢の準備を進める中で、連合国軍は未だに士気と統一指揮権を巡って問題が発生していた。

## ドイツ軍の新兵器投入
この攻勢に合わせて、史上初の短機関銃として開発されたMP18 約10,000挺と、ドイツ軍初の戦車であるA7V 20輌、列車砲のパリ砲 などの新兵器が投入された。
MP18は、浸透戦術を担う突撃歩兵の主力兵器として、新規に開発された短機関銃である。短機関銃とは、拳銃用弾薬を短時間に多数発射撃可能な銃火器で、射程は短いものの、当時の重機関銃や連合軍が実用化していた軽機関銃に比べれば格段に軽量で取り回しが容易であり、当時の小銃や拳銃に比べれば格段に高火力であるというもので、MP18で初めて確立されたジャンルであった。
また、突撃歩兵の支援用として、MG08/15重機関銃を空冷・軽量化して機動力を高めたMG08/18も同時期に配備されている。
MG08/18による牽制射撃の援護の下に突撃歩兵が敵陣まで疾走して肉薄すれば、短い射程の拳銃弾のMP18でも充分な制圧火力が発揮でき、手榴弾の投擲と合わせれば確実に敵の機関銃を制圧できる事が予想された。また同時に、単純な構造であれば、攻勢に間に合うだけの短期間で製造できる事が期待された。
突撃戦車 A7V（独：Sturmpanzerwagen A7V）は、膠着状態に陥った塹壕線を突破するため、突撃歩兵による浸透戦術の支援を目的として開発された。
また、改良型として、イギリス軍が戦場に投入した菱形戦車（Mk.I戦車）を模倣したA7V-Uも開発中だったが、終戦により実戦投入には間に合わなかった。
パリ砲（独：Paris-Geschütz）は、第一次世界大戦を通して最も大きな砲であり、「カイザー＝ヴィルヘルム砲」（独：Kaiser-Wilhelm-Geschütz）とも呼ばれる。
この砲は口径210mmで、約94kgの砲弾が発射され、弾道は高度40000mにまで達した。40000mという高度を通過することで空気抵抗が減少するため、80マイル（約130km）という驚異的な射程を実現した。
しかし、ペイロード（弾頭荷重）は少なく、弾丸発射の摩耗から砲身を定期的に交換する必要があり、精度も都市のどこかを狙えるという程度であった。そのため、パリ市民を心理的に攻撃することが目的とされ、都市そのものを破壊することではなかった。

## 戦いの経過

### 緒戦 ドイツ軍の攻勢
1918年3月21日ミヒャエル作戦が発動。アミアンの鉄道結節点の英軍に対してドイツ軍が攻撃を開始した。ルーデンドルフの狙いは英軍と仏軍との分断であった。サン・カンタン（St. Quentin）北部での戦闘でA7Vが投入される。
ドイツ軍は浸透作戦によって塹壕を突破。これ以前は、典型的な塹壕への攻撃は長距離砲の砲撃と連続的な前線の大量攻撃によって行われていた。しかしながら、この攻勢では、ドイツ軍は短時間の砲撃を行い、弱点に5,000挺のMP18を装備した突撃歩兵を浸透させ、司令部と兵站エリアおよび強固な抵抗拠点の周囲の場所を攻撃した。こうして孤立した拠点を、より重武装の歩兵によって破壊した。この攻勢でドイツ軍は8日で65kmという空前の前進を達成した。これほどの前進を果たしたのは1914年以来これが初めてだった。
クーシー（Coucy）の森にはパリ砲が設置され、最初の発射は1918年3月21日午前7時18分であった。最初フランス側では航空機によって爆弾が投下されたものと考えられたが、集められた破片により、それが砲弾による爆発だと判明した。パリに向けて183発の砲弾を撃ち込んだ。これにより多くのパリ市民がパリから脱出した。
快進撃を続けるドイツ軍はパリの120キロ圏内へ進撃。ドイツ皇帝ヴィルヘルム2世は3月24日を国民の祝日とすることを宣言。多くのドイツ国民が戦争の勝利を確信した。しかし、進撃速度に補給線が追いつかず、またドイツ軍の激しい消耗で攻勢は止まってしまった。1918年3月から4月のドイツの死傷者は270,000名に上った。
また、世界初の戦車同士の戦闘が1918年4月24日午前にフランス北部のアミアン近郊、ヴィレ＝ブルトヌー付近でイギリス軍のMk.IV戦車（Mk.V戦車とする説もある）三輌と A7V 「メフィスト号(sn. 506)」「エルフリーデ号(sn. 542)」「ニクス号(sn. 561)」三輌の間で行われた。雌型（機銃搭載型）の射撃を物ともしない A7V の攻撃で二輌が撃破されたが、応援の雄型（6ポンド砲搭載型）が A7V 「ニクス号」に砲弾を三発直撃、五名を戦死させ、戦車を放棄させた。残りのドイツ戦車は後退した。このときドイツ側の歩兵部隊も後退しており、イギリス軍の戦車も放棄するには至らなかったため、戦闘の結果判定はイギリス軍の勝利とされている。なお、「ニクス号」は脱出した乗組員が再搭乗し、自力で帰投している。また「エルフリーデ号」も損傷を受けており、戦闘終了後に操縦ミスから転覆し行動不能となった。
同日、一輌の A7V と七輌のマーク A ホイペット中戦車との戦闘が発生した。やはり機銃しか持たないイギリス軍戦車は、一輌がA7Vの砲により破壊され、三輌がドイツ軍野砲の直接射撃で失われた（逆に A7V が倒されたとする資料もある）。

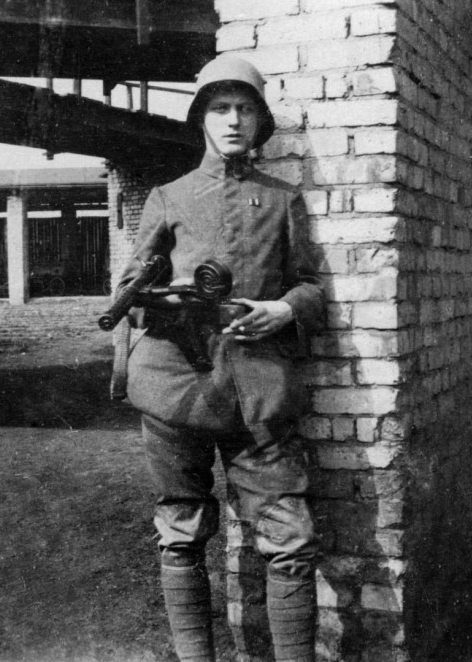
MP18を持つドイツ軍突撃歩兵（1918年春：北フランス）
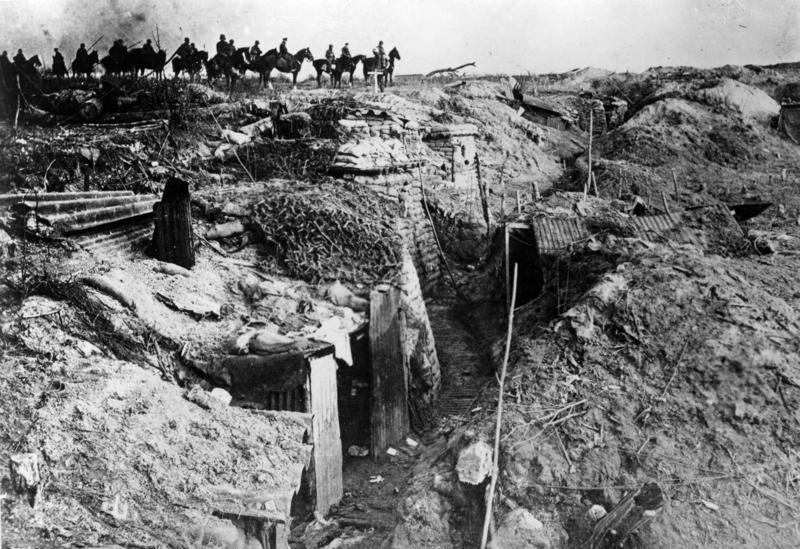
ドイツ軍突撃歩兵に突破されたイギリス軍の塹壕
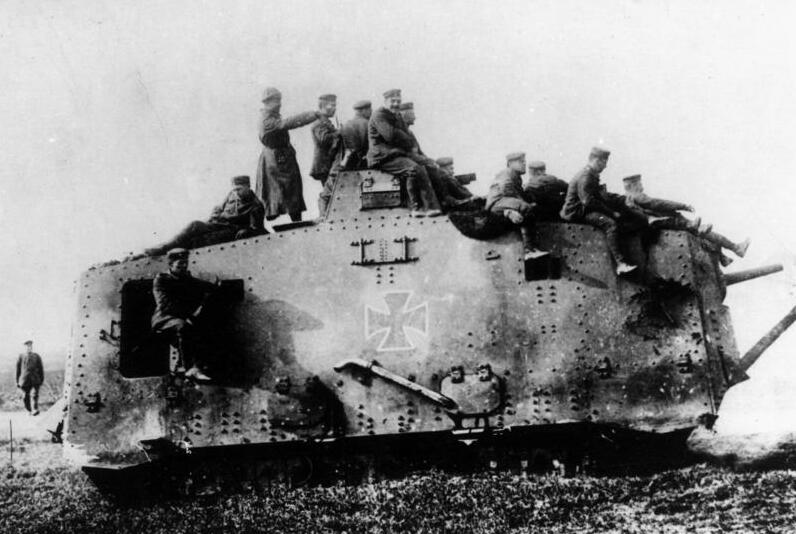
A7Vに跨乗するドイツ軍兵士（1918年7月）
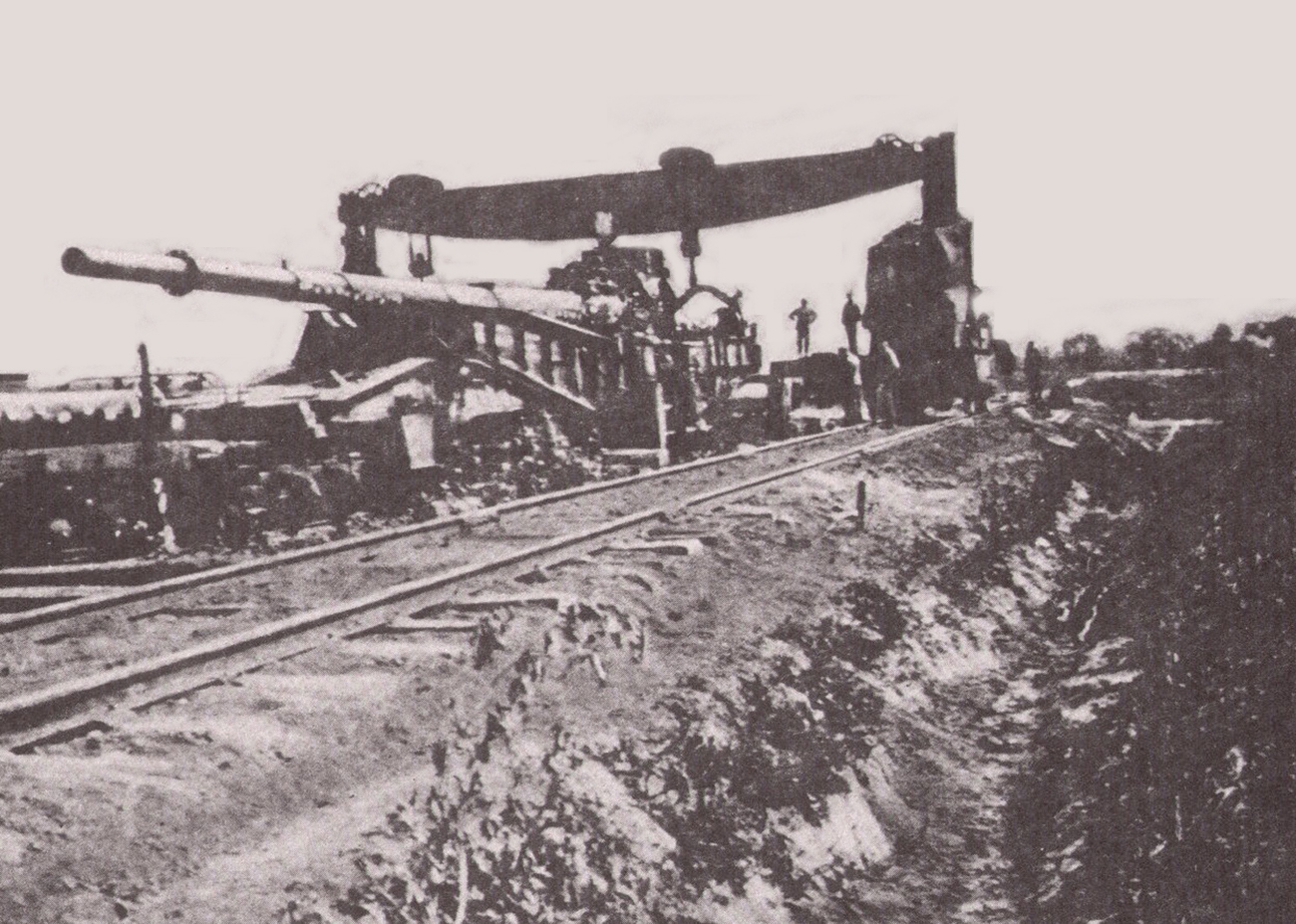
パリ砲

### ジョルジェット作戦
ドイツ軍はミヒャエル作戦の後の作戦として北の海峡の港に向けたジョルジェット作戦（Operation Georgette）を始動した。これはそれほど重要でない領土を獲得しただけに終わった。

### 連合国軍の反撃
英仏両軍はドイツの攻勢を受けて、ここへきてようやく指揮系統の統一に合意。ドゥラーズ会議で連合国軍最高司令部が設置され、総司令官にフランス軍のフェルディナン・フォッシュが任命された。イギリス軍司令官ダグラス・ヘイグはフォッシュに彼の軍の指揮を委ねた。
フォッシュは巧みな戦術で戦線の再構築に成功。ルーデンドルフが意図していた迅速な戦線の突破の可能性は消滅。戦いは再び消耗戦の様相を呈してきた。

### アメリカ遠征軍の参戦
5月にはヨーロッパ派遣軍（AEF）師団が初めて前線に投入され（Battle of Cantigny）、初めての勝利を収めた。毎月30万人ずつアメリカ軍は送られてきており、総勢210万人のアメリカ軍の登場によって、それまで均衡を保っていた西部戦線に変化が生じつつあった。

### ブリュッヒャー＝ヨルク作戦
その後ドイツ陸軍のブリュッヒャー＝ヨルク作戦（Operation Blücher-Yorck）が、パリに向かって南方向に実施され、マルヌ付近の戦線に突起部が形成された。

### 第二次マルヌ会戦
ドイツ軍の攻勢により形成された突起部に対してフォッシュは攻撃を企画し、7月に第二次マルヌ会戦（Operation Marneschutz-Reims）が始まった。それまでの激しい消耗による士気の低下と、アメリカの大軍を加えた連合国軍による圧倒的な物量差を前にドイツ軍はじわじわと後退していき、連合国軍の攻勢はこれまでに見ない成功を収める。8月には突起部も解消され、ドイツ軍の攻勢はここで完全に挫折した。

## 結果
戦争の大逆転を狙って計画された攻勢計画で、当初はパリ付近にまで迫るほどの快進撃を見せたが、やはり戦力不足と補給が追いつかず戦況は長期化した。なによりも連合国軍の持ち直しと国際協調が早く、長期間の消耗戦が不可能なほど弱体化していたドイツ軍を苦しめ、そこにアメリカ軍の物量がとどめの一撃となった。
また、 A7V戦車も、撃破されたり、行動不能で放棄されてしまい、運用されたのは50日あまりだった。そもそも、連合国軍側が合計で6,000輌あまりの戦車を投入可能であったのに対し、ドイツ側は20輌のA7Vと併せて鹵獲戦車部隊100輌弱程度しか投入できず、大きく戦局を転換させることはできなかった。
パリを恐怖に陥れたパリ砲も、8月にはドイツ本国へ引き上げられた。その後連合軍がこの砲を捕らえることはなく、終戦近くにドイツ軍によって完全に破壊されたと考えられている。

## その後の連合軍の反撃

### アミアンの戦い
第二次マルヌ会戦の2日後の8月8日から始まったアミアンの戦いで連合軍は快勝し、全戦線で突破に成功。

### サン・ミッシェルの戦い・アルゴンヌの戦い
これ以降ドイツ軍は防戦一方となり、果てしなく続く連合国軍の攻勢に人的資源は枯渇。経済的・社会的な混乱は頂点に達し、もうこれ以上の軍事的抵抗はできなくなった。

### コンピエーニュの休戦協定
1918年11月11日、コンピエーニュの森で休戦協定を結んだ。